# Mutares
Mutares AG è una holding con sede in Germania che mira ad acquisire imprese di medie dimensioni in situazioni di turnaround e a facilitare il loro processo di ristrutturazione. Le attività di Mutares non si limitano al mero possesso e gestione delle partecipazioni, ma anche al loro sviluppo.. A questo scopo Mutares rende disponibile sul posto esperti del suo team per offrire il più efficiente supporto operativo durante il processo di turnaround.
Dalla sua fondazione nel 2008, Mutares ha acquisito 25 società o gruppi e ha venduto numerose imprese. Le acquisizioni iniziali riguardavano imprese con fatturati annui minori di 10 milioni di euro. Oggi Mutares tende ad acquisire società con un fatturato annuo che oscilla tra i 50 e i 300 milioni di euro. e detiene 12 società indipendenti in Europa con siti in Asia, Africa e America Centrale. Il portafoglio della società è costituito da due settori: industria e beni di consumo.
A partire dal 14 maggio 2014, le azioni di Mutares AG sono quotate nella Entry Standard della Borsa di Francoforte. La capitalizzazione della Mutares AG si aggira intorno ai 700 milioni di euro.

## Sviluppo del gruppo Mutares
Dall'inizio della sua attività, Mutares ha continuamente ampliato il proprio portafoglio, così come il suo fatturato consolidato. Nel 2015, dopo soli 8 anni di attività, il gruppo Mutares, costituito da 12 imprese controllate, ha realizzato un fatturato pari a 850 milioni di euro. Nel 2012 l'anno fiscale è stato modificato in modo da combaciare con l'anno solare. In precedenza, l'esercizio iniziava ad aprile e terminava a marzo.
|                                | 2008/ 2009 | 2009/ 2010 | 2010/ 2011 | 2011/ 2012 | 2012* | 2013 | 2014  | 2015  | 2016  | 2017 |
| ------------------------------ | ---------- | ---------- | ---------- | ---------- | ----- | ---- | ----- | ----- | ----- | ---- |
| Fatturato (in milioni di euro) | 6          | 61         | 128        | 159        | 301   | 347  | 648,1 | 683,8 | 647,6 | 900  |
| Portafoglio                    | 2          | 7          | 5          | 11         | 11    | 9    | 11    |       |       |      |

 * Esercizio aprile-dicembre 2012.

## Partecipazioni nel settore industriale

### Elastomer Solutions
La Elastomer Solutions Group produce parti di gomma per l'industria automobilistica, in particolare passacavi progettati per la protezione di cablaggi. Il gruppo impiega 300 dipendenti in 5 siti ubicati in Germania, Marocco, Messico, Portogallo e Slovacchia.
Diehl Group ha venduto Elastomer Solutions Group a Mutares ad agosto 2009.
Durante l'esercizio 2014, l'impresa ha generato un fatturato di €23 milioni.

### Fertigungstechnik Weißenfelds
Fertigungstechnik Weißenfelds progetta e produce sistemi per tavole rotanti e subassemblaggi per macchine utensili. L'impresa impiega circa 100 dipendenti nella sede a Weißenfeld nei pressi di Lipsia, in Germania.
Prima di essere acquisita da Mutares AG nel febbraio del 2010, Fertigungstechnik Weißenfelds faceva parte del Römheld-Group.
Durante l'esercizio 2014, la società ha generato un fatturato di circa €10 milioni.

### Eupec
Eupec è un fornitore europeo di rivestimenti condutture di petrolio, gas ed acqua. EUPEC fornisce rivestimenti per varie applicazioni nel settore on-shore e off-shore, tra cui la fornitura di rivestimenti in cemento per condotte del progetto Nord Stream dal 2009 al 2011. L'impresa impiega attualmente 120 dipendenti in Francia ed in Germania.
Il gruppo indonesiano Korindo ha venduto EUPEC a Mutares nel gennaio del 2012.
Durante l'esercizio 2014, la società ha generato €63 milioni di fatturato.

### GeesinkNorba
GeesinkNorba si occupa di fornire soluzioni per lo smaltimento di rifiuti, in particolare carrozzerie per veicoli battipista e cassonetti stazionari. L'impresa impiega circa 390 dipendenti in Olanda, Germania, Inghilterra, Francia, Polonia, Romania, Svezia e Spagna.
GeesinkNorba è nata nel 1875 in Olanda ed è stata acquisita da Mutares AG a febbraio 2012.
Nell'esercizio 2014, ha generato un fatturato di circa €72 milioni.

### STS Acoustics
STS Acoustics è un fornitore di soluzioni fono-assorbenti e di assorbimento di calore per i compartimenti motore e gli interni dei veicoli. L'impresa impiega circa 730 dipendenti, al momento tutti in Italia. La clientela include produttori di veicoli industriali pesanti come Iveco, Volvo, Scania e Daimler, ma anche produttori di automobili italiani quali Fiat, Alfa Romeo, Ferrari e Maserati.
Autoneum ha venduto STS Acoustics a Mutares nel luglio del 2013.
Durante l'esercizio 2014, l'impresa ha generato un fatturato di €116 milioni.

### A+F Automation + Fördertechnik
A+F Automation + Fördertechnik GmbH è un'impresa, nota a livello mondiale, produttrice di macchine per l'imballaggio finale con una rilevante esperienza nel design di soluzioni di confezionamento integrate. Con sito a Kirchelengern, Germania, l'impresa impiega circa 175 dipendenti.
A+F Automation + Fördertechnik è stata acquisita da Mutares a dicembre 2014 dall'OYSTAR Group.
Durante l'esercizio 2014, il fatturato è stato di €28 milioni.

### BSL Pipes and Fittings
BSL Pipes and Fittings SAS è un produttore francese di tubi di acciaio inossidabile saldati e raccordi lunghi fino a 12 metri. L'impresa impiega circa 100 dipendenti nella sede di Billy-sur-Aisne in Francia.
BSL Pipes and Fittings SAS è stata venduta a Mutares ad agosto 2015 da Génoyer SA.
Nell'esercizio 2014, ha generato un fatturato di €21 milioni.

## Partecipazioni nel settore dei beni di consumo

### Klann Packaging
Klann Packaging è una società produttrice di imballaggi in metallo con sede a Landshut, in Germania. L'impresa si occupa principalmente di sviluppare, disegnare e produrre imballaggi di latta. Oltre agli stampi, Klann Packaging è anche in grado di imprimere sui prodotti.
L'impresa è stata venduta a mutares a giugno 2011 da HUBER-Group, il quale ha deciso di focalizzarsi sul suo core business.
Durante l'esercizio 2014, l'impresa ha generato un fatturato di €14 milioni.

### Artmadis
Artmadis è un commerciante all'ingrosso francese di prodotti per la casa. I principali clienti di Artmadis sono catene di supermercati quali Carrefour e Intermarché, così come rivenditori specializzati e i negozi online. L'impresa impiega 240 dipendenti nei suoi 3 siti francesi.
Artmadis è stata venduta a Mutares dal gruppo Arc International nell'agosto del 2012.
Nell'esercizio 2014, il fatturato ha raggiunto i €72 milioni.

### Zanders
Zanders è un produttore di carte speciali noto a livello internazionale e nato nel 1829 a Bergisch Gladbach, Germania. Nel 2015, l'impresa impiegava circa 480 dipendenti.
Zanders è stata acquisita nel maggio del 2015 dal Metsä Group.
Durante l'anno fiscale 2014, il fatturato è stato di circa €90 milioni.

### Grosbill
Grosbill è un distributore omni-channel specializzato in prodotti IT ed elettronica di consumo. Si tratta di un'impresa leader nel settore in Francia con un alto grado di soddisfazione dei consumatori. Grosbill impiega 150 dipendenti responsabili dello sviluppo e monitoraggio del sito web oppure impiegati all'interno dei 9 negozi.
Grosbill è stato venduto a Mutares a settembre 2015 dal Gruppo Auchan.
Durante l'esercizio 2014, il fatturato ammontava a €109 milioni.

### Norsilk
Norsilk SAS è un fabbricante francese di prodotti di legno. L'impresa distribuisce questi prodotti al mercato francese servendosi di una diversificata base di consumatori che include hobbisti, commercianti ed industriali. L'impresa impiega 115 dipendenti nel sito produttivo di Honfleur.
Mutares ha acquisito Norsilk ad ottobre 2014 da Metsä Group.
L'impresa ha generato un fatturato di € 45 milioni nel 2014.